# Pusterla di Sant’Ambrogio

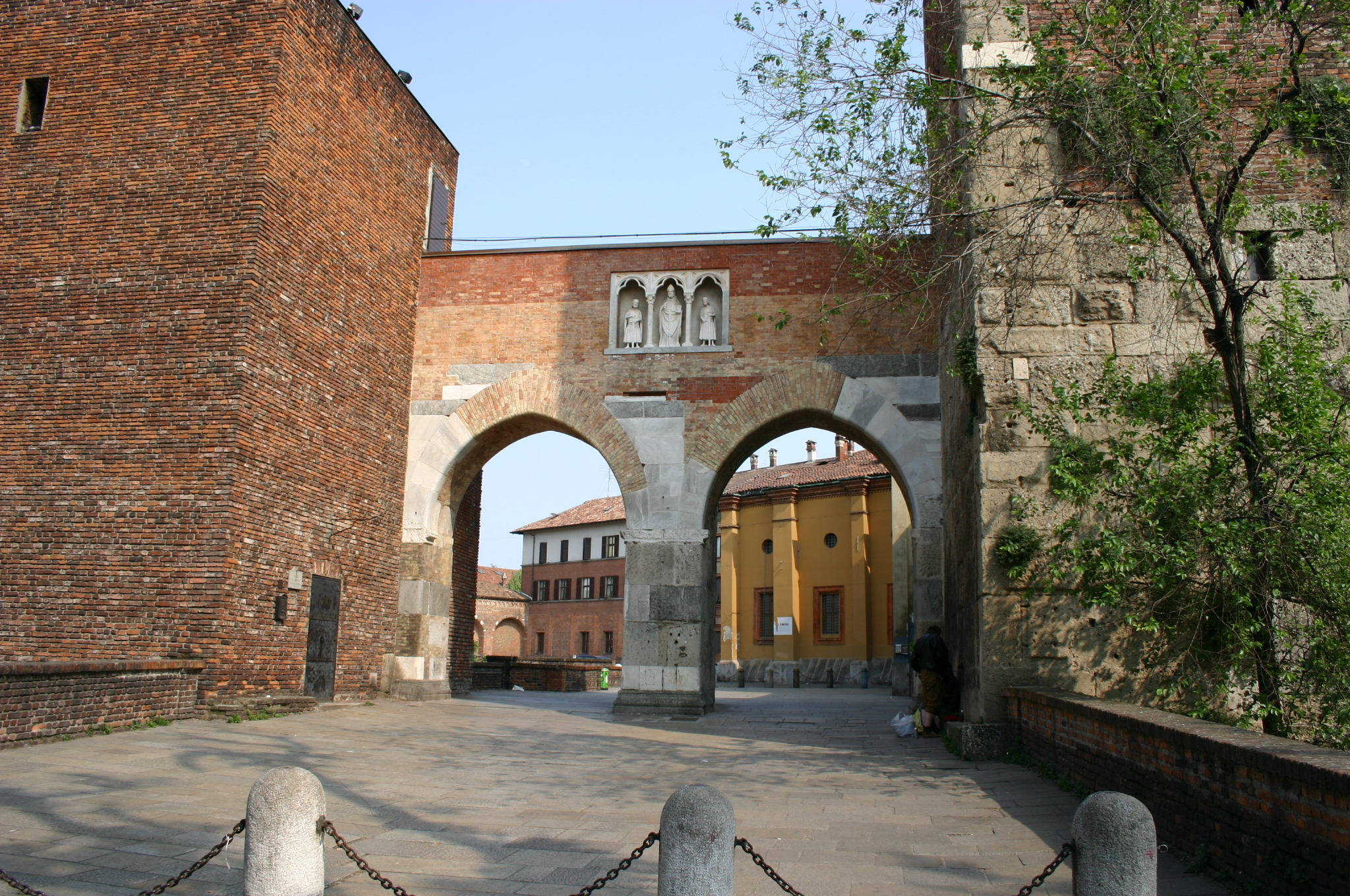
A Pusterla di Sant’Ambrogio

A Pusterla di Sant’Ambrogio egy milánói városkapu.
(A pusterla jelentése: kis kapu.)

## Fekvése
A Via Carducci és a Piazza Sant’Ambrogió találkozásánál található.

## Leírása
A jelenlegi kapu 1939-ben épült Gino Chierici tervei alapján építették. Egy 1167-ben épített városkapu állt ezen a helyen, amelyet azután építettek, hogy II. Frigyes német-római császár megostromolta a várost. A középkorban a városfalnak ezen része börtönül szolgált. A pusterla építésekor felhasználták az eredeti kapu és várfalak maradványait is. A középső pillér feletti fülkében Szent Ambrus, Szent Cervasius és Szent Protasius 1380-ban készült, gótikus stílusú kőszobra áll, amelyek korábban a Sant’Ambrogio-bazilikához tartozó kolostorban álltak. Az építményben ma egy kis fegyvermúzeum található.